# アモルフェア
アモルフェア（学名：Amorphea）は、真核生物に属する生物の一群である。

## 概要
オピストコンタとアメーボゾア、およびそれらに近縁な原生生物が含まれている。オピストコンタのさらに下位には、後生動物や真菌が含まれている。

## 名称
殻や細胞壁のような固い構造に覆われない限り、細胞が特定の形(ギリシア語: μορφή, morphḗ)を取らないことが多いことから名付けられた。

## 定義
この分類群は、ヒト、アカパンカビ、キイロタマホコリカビの3種を全て含む最小のクレードと定義されている。ただし上述のクレードに以下のいずれかの種が含まれる場合には、アモルフェアという名前を使わないこととされている: シロイヌナズナ（アーケプラスチダ）、Tetrahymena thermophila（アルベオラータ）、Thalassiosira pseudonana（ストラメノパイル）、Bigelowiella natans（リザリア）、Euglena gracilis（エクスカバータ）、Emiliania huxleyi（ハプト植物）。
アモルフェアという名前と以上の定義は、PhyloCodeでも有効なものとして登録されている。

## 分類
以下のような系統が含まれている。
|  | ブレビアテア綱                                                    |
|  |                                                                   |
|  | \| \| アプソモナス目 \| \| \| \| \| \| オピストコンタ \| \| \| \| |
|  |                                                                   |
|  | アプソモナス目                                                    |
|  |                                                                   |
|  | オピストコンタ                                                    |
|  |                                                                   |

|  | アプソモナス目 |
|  |                |
|  | オピストコンタ |
|  |                |

|  | ブレビアテア綱                                                    |
|  |                                                                   |
|  | \| \| アプソモナス目 \| \| \| \| \| \| オピストコンタ \| \| \| \| |
|  |                                                                   |
|  | アプソモナス目                                                    |
|  |                                                                   |
|  | オピストコンタ                                                    |
|  |                                                                   |

|  | アプソモナス目 |
|  |                |
|  | オピストコンタ |
|  |                |

|  | ブレビアテア綱                                                    |
|  |                                                                   |
|  | \| \| アプソモナス目 \| \| \| \| \| \| オピストコンタ \| \| \| \| |
|  |                                                                   |
|  | アプソモナス目                                                    |
|  |                                                                   |
|  | オピストコンタ                                                    |
|  |                                                                   |

|  | アプソモナス目 |
|  |                |
|  | オピストコンタ |
|  |                |

|  | ブレビアテア綱                                                    |
|  |                                                                   |
|  | \| \| アプソモナス目 \| \| \| \| \| \| オピストコンタ \| \| \| \| |
|  |                                                                   |
|  | アプソモナス目                                                    |
|  |                                                                   |
|  | オピストコンタ                                                    |
|  |                                                                   |

|  | アプソモナス目 |
|  |                |
|  | オピストコンタ |
|  |                |

## 歴史
アメーボゾアとオピストコンタの近縁性は分子系統解析により2000年までに繰り返し示されている。その一方、真核生物に対する外群の情報を十分得ることが難しいため、真核生物全体の共通祖先の位置は明確になっていなかった。キャバリエ＝スミスは2002年に、鞭毛と中心小体の進化と合わせて考察することで、この2群が真核生物の起源と関係しているという説を提唱した。すなわち、一般的に中心小体は2つ対になっていて2本の鞭毛が生じるのに対し、アメーボゾアやオピストコンタでは鞭毛が1本だけのものが多く、とくにアメーボゾアでは中心小体自体が単独で存在するものがある。そこで中心小体が対にならず鞭毛が1本の生物をユニコント(unikont)と呼び、真核生物はユニコントの祖先から2本鞭毛を生じるバイコント(bikont)へと進化したものであり、オピストコンタや特にアメーボゾアはその過程を反映した生物だと主張した。この説自体はそれほど広く受け入れられたわけではないのだが、真核生物全体を祖先的にユニコントとされた2群と祖先的にバイコントとされた残りの群に2分することは広く行われ、学名風にユニコンタ(Unikonta)と呼ぶ者も現れた。ユニコントが祖先的という仮説はまもなく否定されてしまったため、それと混同することを避けるために、2012年にあらためて正式に命名されたのがアモルフェアである。